# アラン伯爵 (スコットランド貴族)
アラン伯爵（アランはくしゃく、Earl of Arran）は、スコットランド貴族の伯爵位であり、2回創設されている。爵位名はアラン島に由来する。

## 歴史
幼いスコットランド王国国王ジェームズ3世に代わって宮内長官としてスコットランド国政を壟断した初代ボイド卿ロバート・ボイド(生年不詳-1482頃)の息子であり、ジェームズ2世の王女メアリーと結婚したトマス・ボイド(生年不詳-1472頃)が1467年にスコットランド貴族爵位アラン伯爵に叙されたのが最初のアラン伯爵位の創設である。しかし1469年7月の結婚を期にジェームズ3世は強力な親政を狙うようになり、ボイド一派の追放を決意した。ジェームズ3世の決意を察したボイド親子はイングランド王国へ亡命した（弟のアレクサンダーのみ捕らえられて処刑されている）。そのため第1期のアラン伯爵位は彼一代で終わった。
ついで第2代ハミルトン卿ジェイムズ・ハミルトン(1475頃–1529)が1503年8月11日に叙されたのが第2期のスコットランド貴族アラン伯爵位である。第2期のアラン伯爵位についてはハミルトン公爵を参照のこと。最終的には第2代ハミルトン公爵・第6代アラン伯爵ウィリアム・ハミルトン(1616–1651)の死去をもってアラン伯爵位は休止(dormant)になっている。
なお、第2期の第3代アラン伯爵ジェイムズ・ハミルトンが1581年に精神に異常をきたしたのに乗じて、ジェイムズ・ステュアートが初代アラン伯爵ジェイムズ・ハミルトンの子孫であることを口実に自らアラン伯爵に叙した。しかしハミルトン家の巻き返しで1585年に失脚、爵位も元の第3代アラン伯に返上させられ一代で終わった。

## 歴代当主

### アラン伯爵 第1期 (1467年)
- 初代アラン伯トマス・ボイド（英語版） (Thomas Boyd, 生年不詳-1472頃)
  - 1469年剥奪(forfeit)